# Колец
Колец (болг. Колец) — село в Болгарии. Находится в Хасковской области, входит в общину Минерални-Бани. Население составляет 227 человек.

## Политическая ситуация
В местном кметстве Колец, в состав которого входит Колец, должность кмета (старосты) исполняет Юксел Мехмед Хюсмен (Движение за права и свободы (ДПС)) по результатам выборов правления кметства.
Кмет (мэр) общины Минерални-Бани — Орхан Шабан Мюмюн (Движение за права и свободы (ДПС)) по результатам выборов в правление общины.